# 属性
属性是事物共同的性质和特点。例如，一个对象的颜色和形式，人的能力，身份，以及社会的基础关系等等。属性是用在许多领域的术语。
经院哲学的经典，如亚里士多德系谱哲学中的术语：人的属性的本质是属于，我们一起构成本质属性...，相对的，属性本质并不属于个体所有，而称拥有的这一特点。然而，这种区别在近代混淆，因此在现代不再常用。
目前一些哲学家根据不同的，比如属性的所述种类性质（例如颜色），属性性质的值（比如红色）的等，在某些情况下定义一个唯一的分别法则要考虑到上述的典型定义或细微差别，所以没有一致的区分，大多数情况通用。

## 社会学
- 社会的地位 - 上市公司的董事，职员，普通职员，非上市公司的董事，管理人员，一般员工，非正式员工（临时工，兼职），等等。
- 社会階層

## 计算机领域
主條目：属性
计算机中的字段属性、资源特性和那些读取与修改的权限。例如：文件属性、用户的属性。
Windows、MS-DOS中文件夹的管理属性如：“只读”、“归档”、“隐藏”。并且显示在属性栏的文件属性是可以改变的。
在类Unix操作系统的属性，指的是文件权限。
在关系数据库的关系模型属性，指的是数据库属性。

## 游戏领域
角色扮演游戏和其他一些游戏通常在系统中属性大致分为两类，但也有不区分这二者的情况。
- 守序・混乱・善良・邪惡・中立・光明・黑暗等等表示人物的性格和价值观的，代表它归属的群体。如果属性冲突不能存在一个阵营，很多情况下已成为一个游戏系统，如从广义上讲的种族、职业也包括在内。
- 火、冰、雷、聖、風、光、喑、毒、金、木、水、土等等，比如物理攻击和魔法技能或道具的能量象征的相性生克原理。许多游戏中武器、魔法、技能都被设置了攻击属性，另一方面敌我双方为防御设置的各个角色的属性，该攻防效果的幅值取决于属性的搭配效果的大小和使用的种类性质。人物抗性也可以借助于装备和魔法来改变。

- 属性战斗的影响作为例子：火焰很容易对植物和亡灵起功效，冰容易克制火焰系、爬行类、两栖类等，雷电系很容易对机械系、水生生物系起效，水对一些沙漠生物、火系、雷电系统更有效，物理属性常见的是攻击对硬体敌人有效对柔体敌人很难起效果。
- 幽靈身体不具有实体，通常武器攻撃会無效化，通常武器可以赋予法术可以对精神体产生攻击效果（强化武器，对武器施法，附魔武器等能加入魔法）或道具产生的暂时效果得到新属性武器。
- 一种放在物品栏里通过施放咒语召唤释放出能量的物品，发动时可以发挥很大的效果，如让通常魔法发挥更强大的效果，或使通常魔法发挥不一样的效果，或是让未掌握的魔法人物使用魔法。
- 陰陽五行四大元素精神等往往作为属性系统的参考，这些概念是动漫经常使用的。

## 其他
- 关于人物的属性。如萌属性。
- 金融中的属性：信用信息。
- 地理信息系统中指的是附加到图形的数据信息。